# Té con leche

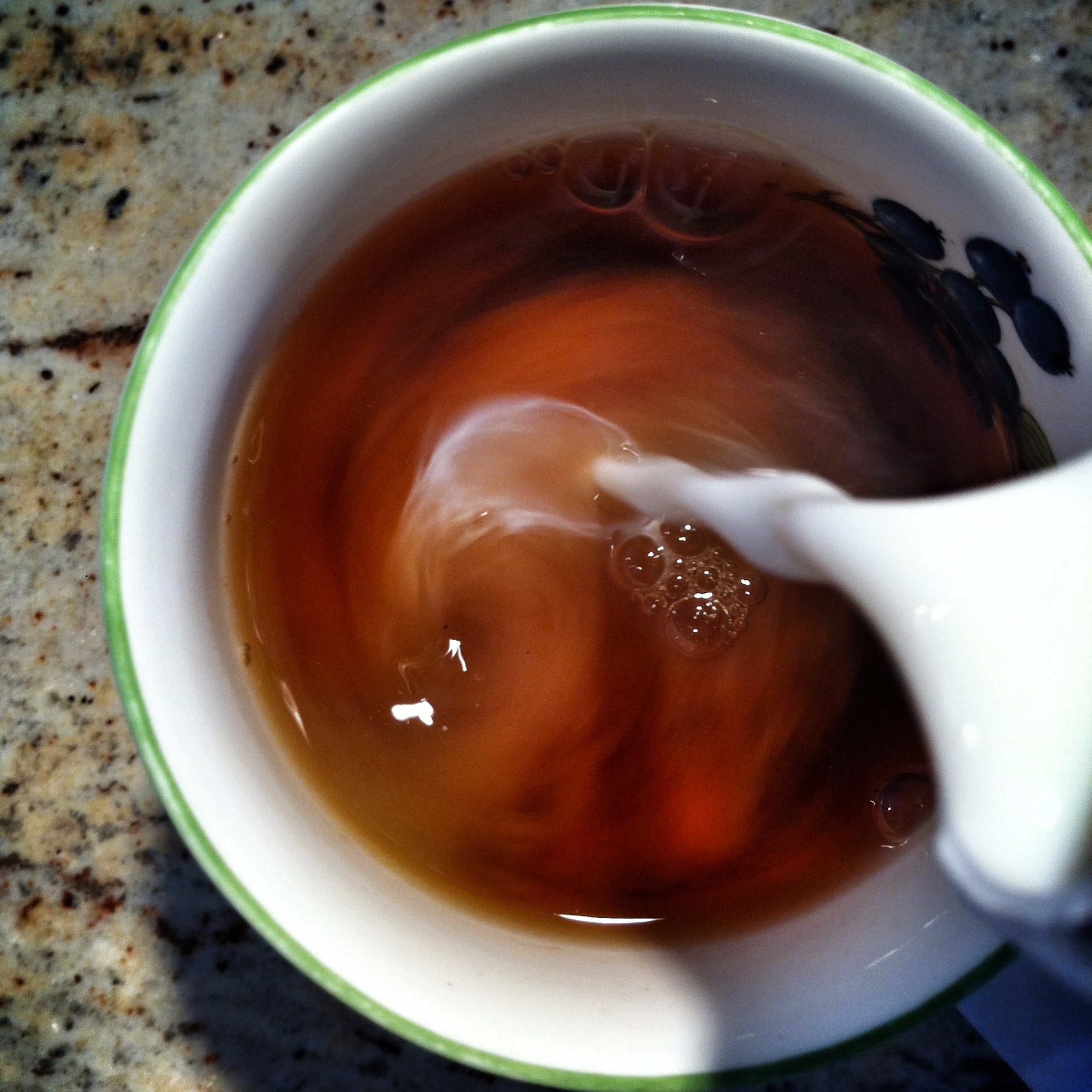
Leche siendo añadida a té negro.

El término té con leche se utiliza para denotar a bebidas que, independientemente de su cultura, se componen de una combinación de té y leche. Las bebidas varían según la cantidad de té o leche agregados, el método de preparación y la inclusión de otros ingredientes, que van desde azúcar, miel, sal e incluso cardamomo. El té con leche instantáneo es un producto producido en masa.

## Variedades
Algunas de las variedades de té con leche más conocidas son:
- Kandra, Té verde con leche de Sahara Occidental. Igual que su té,pero sustituyen el agua por leche, y se sirven tres vasos, amargo como la vida, dulce como el amor y suave como la muerte.
- Té de burbujas, también conocido como té de perlas o boba tea, es una bebida taiwanesa fabricada a base de té y leche inventada en Taichung en la década de 1980.
- Té con leche al estilo de Hong Kong, té negro endulzado con leche evaporada, bebida originaria de los días del gobierno colonial británico en Hong Kong.
- Doodh pati chai, también conocida como pakki chai, es una bebida de té cuyo consumo se centra en Nepal, Pakistán, India y Bangladés.
- Teh Tarik, bebida de té con leche popular en Malasia y Singapur.
- Suutei tsai, té salado con leche, originario de Mongolia.
- Shahi haleeb, té de leche yemení servido después de masticar qat.
- Masala chai, té de leche con especias y hierbas aromáticas, típico del sur de la India.[3]
- Irani chai, un tipo de té preparado en la India con leche y khoya.
- Té helado tailandés, un té dulce popular en el sudeste de Asia.
- Royal milk tea, una variedad japonesa de té decorado con leche.[4]
- Té Matcha, variedad especial de té verde porque es una versión en polvo obtenido de Camellia Sinensis, originario de China, muy comercializado en Japón porque los monjes budistas popularizaron la tradición de consumirlo durante sus meditaciones por lo que es utilizado en las ceremonias japonesas del té.[5]

## Maridaje
El té verde de la variedad Matcha, preparado con leche, se complementa muy bien con tarta de manzana, más aún si está caliente y aromatizada con canela en polvo.